# FK Ternopil
Le Futbolny Klub Ternopil (en ukrainien : Футбольний Клуб Тернопіль), plus couramment abrégé en FK Ternopil, est un club ukrainien de football fondé en 2000 (puis refondé en 2007) et basé dans la ville de Ternopil.
En 2016-2017, il évolue en seconde division.